# Château de Venarey-les-Laumes
Le château de Venarey-les-Laumes est une ancienne maison-forte située à Venarey-les-Laumes (Côte-d'Or) en Bourgogne-Franche-Comté .

## Localisation
Le château est situé à la limite nord de l'agglomération en rive gauche de l'Oze et rive droite de la RD 905.

## Historique
En 1324, Étienne, seigneur des Laumes, reconnaît que sa maison forte est jurable et rendable au duc. En 1451 elle est à Jean de Mandelot., en 1664, à Charles de Montsaulin. Le château doit son aspect actuel à une réfection d'après 1735.

## Architecture
La maison forte de Venarey présente un corps de logis de plan rectangulaire bâti à l'aplomb du mur de soutènement ouest d’une terrasse et flanqué au sud d'une aile en retour d'équerre plus basse et plus ancienne qui renferme trois salles voûtées d'ogive. Le château a conservé à l'ouest et au sud des fossés inondables franchis par un pont à l'ouest. La terrasse est précédée à l'est d'une basse-cour ouverte par une porte charretière flanquée de deux canonnières[réf. souhaitée].